# Chiến dịch Leningrad – Novgorod
Chiến dịch Leningrad – Novgorod là tổ hợp các chiến dịch bộ phận do Hồng quân Liên Xô tổ chức nhằm tấn công vào quân đội Đức Quốc xã. Chiến dịch tấn công Leningrad-Novgorod diễn ra trong Chiến tranh Xô-Đức thuộc Chiến tranh thế giới thứ hai, kéo dài từ ngày 14 tháng 1 năm 1944 tới ngày 1 tháng 3 năm 1944. Lực lượng tham chiến của quân đội Liên Xô gồm Phương diện quân Volkhov, Phương diện quân Leningrad và một phần của Phương diện quân Baltic 2, với mục tiêu là hoàn toàn phá bỏ sư uy hiếp của quân Đức đối với thành phố Leningrad. Lực lượng tham chiến của phía Đức là các đơn vị thuộc Cụm Tập đoàn quân Bắc. Chỉ sau 2 tuần tấn công, quân đội Liên Xô đã giành lại quyền kiểm soát tuyến đường sắt Moskva - Leningrad và vào ngày 26 tháng 1 năm 1944, I. V. Stalin tuyên bố rằng vòng vây đối với Leningrad đã hoàn toàn bị phá giải, và quân Đức đã bị quét sạch khỏi tỉnh Leningrad. Vào ngày hôm đó, thành phố Leningard chào mừng việc vòng vây 900 ngày bị phá giải bằng 324 phát đại bác. Chiến dịch phản công Leningrad-Novgorod vẫn tiếp tục cho đến ngày 1 tháng 3, khi Bộ Tổng tư lệnh tối cao Liên Xô (STAVKA) ra lệnh cho Phương diện quân Leningrad chuẩn bị binh lực cho một chiến dịch kế tiếp xảy ra tại sông Narva, trong khi phương diện quân Baltic 2 được yêu cầu phòng ngự bảo vệ những lãnh thổ họ giải phóng được trong cuộc truy kích Tập đoàn quân số 16 (Đức Quốc xã).
Theo số liệu của phía Liên Xô, cho đến ngày 30 tháng 1 năm 1944, quân Đức đã chịu thương vong 21.000 người, mất 85 đại bác cỡ nòng từ 15 cm đến 40 cm, và bị đẩy lui 60-100 cây số từ Leningrad đến sông Luga.

## Bối cảnh
Sau thành công của chiến dịch Tia Lửa, vòng vây của quân Đức đối với Leningrad đã bị đục thủng, tuy nhiên hành lang trên bộ nối liền Leningrad với nội địa Liên Xô quá mỏng và thành phố vẫn còn bị quân thù uy hiếp nặng nề. Vì vậy, từ mùa thu năm 1943, sau đại thắng tại trận Vòng cung Kursk, trong một chuỗi các đòn tấn công chiến lược nhằm quét sạch quân Đức khỏi lãnh thổ Liên Xô không thể thiếu một đòn tấn công quy mô lớn nhằm giải phóng toàn bộ vùng phụ cận của Leningrad, tiếp sau đó là sẽ quét sạch toàn bộ quân Đức khỏi vùng Baltic. Các lực lượng tham gia một chiến dịch như vậy được dự kiến là các phương diện quân Leningrad, Volkhov, Tây Bắc và Tây. Trong đó, các Phương diện quân Volkhov và Leningrad sẽ lãnh nhiệm vụ giải trừ hoàn toàn sự uy hiếp của quân Đức tại Leningrad.

## Binh lực và kế hoạch

### Quân đội Liên Xô

#### Binh lực
- Phương diện quân Leningrad (tư lệnh: Đại tướng L. A. Govorov, tham mưu trưởng: trung tướng D. N. Gusev)
  - Tập đoàn quân xung kích số 2 (trung tướng I. I. Fedyuninsky)
  - Tập đoàn quân số 42 (thượng tướng I. I. Maslennikov, từ ngáy 14 đến 24 tháng 3 là V. Z. Romanovsky, đến cuối tháng 3 là V. P. Sviridov).
  - Tập đoàn quân số 67 (trung tướng V. P. Sviridov, đến cuối tháng 3 là trung tướng V. Z. Romanovsky)
  - Tập đoàn quân không quân số 13 (thượng tướng không quân S. D. Rybalchenko
- Phương diện quân Volkhov (giải thể vào ngày 15 tháng 2 năm 1944) (tư lệnh: Đại tướng K. A, Meretskov, tham mưu trưởng: trung tướng F. P. Ozerov)
  - Tập đoàn quân số 54 (trung tướng S. V. Roginsky)
  - Tập đoàn quân số 8 (trung tướng F. N. Starikov)
  - Tập đoàn quân số 59 (trung tướng I. T. Korovnikov)
  - Tập đoàn quân không quân số 14 (cuối tháng 2, nằm trong lực lượng dự bị) (trung tướng không quân I. P. Zhuravlyov)
- Phương diện quân Baltic 2 (tư lệnh: Đại tướng M. M. Popov, tham mưu trưởng: trung tướng L. M. Sandalov)
  - Tập đoàn quân xung kích số 1 (с 02.02. по 15.02.1944 г. - в составе Волховского фронта) (trung tướng G. P. Korotokov, từ ngày 1 tháng 4 là thượng tướng N. Ye. Chibisov)
  - Tập đoàn quân xung kích số 3 (thượng tướng N. Ye. Chibisov, từ ngày 1 tháng 4 là trung tướng V. A. Yushkevich)
  - Tập đoàn quân số 22 (trung tướng V. A. Yushkevich,từ ngày 1 tháng 4 là trung tướng G. P. Korotokov)
  - Tập đoàn quân cận vệ số 6 ((в составе фронта - до 6 февраля) (thượng tướng I. M. Chistyakov)
  - Tập đoàn quân cận vệ số 10 (trung tướng A. V. Sukhomlin, từ ngày 21 tháng 1 là trung tướng M. I. Kazakov)
  - Tập đoàn quân không quân số 15 (trung tướng không quân N. F. Naumenko)
- Hạm đội Baltic (chỉ huy: đô đốc V. F. Tributs)
- Lực lượng không quân tầm xa (chỉ huy: Nguyên soái không quân A. Ye. Golovanov)

Do các hệ thống phòng thủ của quân Đức được xây dựng và củng cố trong một thời gian dài, quân đội Liên Xô trong chiến dịch này đã tập trung một lượng cực kì lớn binh lực để đảm bảo đục thủng phòng tuyến của quân địch. Hai phương diện quân Volkhov và Leningrad đã có 4 tháng để chuẩn bị và vì vậy đến trước khi chiến dịch mở màn, quân đội Liên Xô đạt được ưu thế rất lớn về quân số và vũ khí, trang bị.
Phương diện quân Leningrad đóng dọc trên các tuyến ở sông Neva, vịnh Phần Lan, bờ nam của hồ Ladoga từ Moskovskoy Dubrovki (???) tới Gontovoy Lipki (???) và cả vùng bàn đạp Oranienbaum (Lomnosov) (khi TDQ xung kích số 2 được chuyển giao cho PDQ Leningrad vào mùa thu năm 1943). Binh lực gồm 30 sư đoàn bộ binh, 3 lữ đoàn bộ binh, 4 lữ đoàn xe tăng, 3 đơn vị tăng cường và một lượng đáng kể các lực lượng pháo binh và công binh với quân số 417.600 người. Theo hỗ trợ cho PDQ Leningrad là Hạm đội Baltic với quân số là 89.600 người.
Phương diện quân Volkhov ban đầu đóng quân trên tuyến từ Gontovo Lipky đến Lezno, tiếp đó là tuyến sông Volkhov tới hồ Ilmen. Binh lực gồm 22 sư đoàn bộ binh, 6 lữ đoàn bộ binh, 4 lữ đoàn xe tăng, 14 trung đoàn và tiểu đoàn xe tăng và pháo tự hành, 2 đơn vị tăng cừong và một lượng đáng kể đại bác và súng cối với quân số 260.000 người.
Phương diện quân Baltic 2 chống giữ tuyến từ hồ Ilmen tới hồ Neshcherdo. Binh lực tổng cộng gồm 45 sư đoàn bộ binh, 3 lữ đoàn bộ binh, 4 lữ đoàn xe tăng, 1 đơn vị tăng cường và các đơn vị pháo binh, công binh. Tính riêng Tập đoàn quân xung kích số 1 có 54.900 người.
Binh lực tổng cộng của phía Liên Xô trong trận này là 1.252.000 người (một số nguồn khác cho con số khoảng 90 vạn người), 1.580 xe tăng và pháo tự hành, 20.183 đại bác và súng cối, 1.386 máy bay (trong đó có 330 máy bay ném bom tầm xa).
Ngoài ra, hoạt động ở hậu cứ quân Đức còn có 13 lữ đoàn du kích với tổng quân số 35.000 người có nhiệm vụ mở rộng các căn cứ kháng chiến và nổi dậy của quân chúng, tiêu diệt các chính quyền thân Đức ở địa phương, bảo vệ người dân khỏi bị giết hại hay bị đưa sang Đức, và phá hoại hệ thống liên lạc, hậu cần bằng đường bộ và đường sắt của quân địch.

#### Kế hoạch
Vào đầu tháng 9 năm 1943, các chỉ huy của phương diện quân Volkhov và Leningrad bắt đầu soạn thảo các kế hoạch tấn công quy mô lớn nhằm vào Cụm Tập đoàn quân Bắc, và vấn đề này cũng được đem ra trình bày, thảo luận tại hai cuộc họp tại Đại bản doanh 9 và 14 tháng 9.. Kế hoạch chung là sẽ mở hai chiến dịch tấn công quy mô lớn nhằm đánh sập hai cánh của Tập đoàn quân số 18 (Đức), sau đó là lực lượng chính và tiếp theo là cắt đường lui của quân địch. Quân đội Liên Xô sẽ tấn công theo ba hướng, bắt nguồn từ bàn đạp Oranienbaum vừa mới được giải phóng không lâu trước đó, từ Điểm cao Pulkovo và từ các cứ điểm xung quanh Novgorod. Chiến dịch dự kiến sẽ bắt đầu vào mùa đông khi binh lực đã chuẩn bị đầy đủ và mặt băng đủ dày để pháo binh băng qua.
Hai kế hoạch tấn công, Neva I và Neva II, được đề xuất. Kế hoạch Neva I được đưa ra dựa trên giả thuyết rằng, trước sức ép từ các khu vực khác, quân đội Đức tại miền bắc Liên Xô sẽ tự động rút lui khỏi Leningrad và trên đường đi cũng sẽ không quên thực hiện chính sách tiêu thổ, điều mà phía Liên Xô tin rằng rất có khả năng xảy ra. Theo đó, quân đội Liên Xô buộc phải thường xuyên tổ chức do thám, trinh sát động tĩnh của quân địch và khi thấy có dấu hiệu rút quân thì phải lập tức tấn công. Đối với kế hoạch Neva II, quân Đức được dự đoán là sẽ chưa rút binh trong vòng vài tháng tới.
Ban đầu, khi tính toán về khả năng quân Đức rút lui về tuyến Panther-Wotan, quân đội Liên Xô dự tính sẽ tổ chức hợp vây toàn bộ Cụm Tập đoàn quân Bắc, cắt đứt lực lượng này khỏi khu vực Đông Phổ, tiến tới giải phóng toàn bộ tỉnh Leningrad và các nước vùng Baltic. Lúc này, phương diện quân Baltic 2 được giao nhiệm vụ tấn công theo hướng Idritsa, còn phương diện quân Kalinin thì tấn công Vitebsk, sau đó phát triển lên hướng Polotsk, Dvinsk và cuối cùng là giải phóng Riga - thủ đô của Latvia. Phương diện quân Tây Bắc sẽ tiến về Pskov còn phương diện quân Volkhov đánh vào Novgorod và sau đó là Luga. Tuy nhiên, các kết quả tại Chiến dịch tấn công Nevel và chiến dịch Gorodok hồi cuối năm 1943 tỏ ra khá khiêm tốn và không đủ để đem lại lợi thế cho một cuộc tiến công chóng vánh và táo bạo như trên.
Thấy rõ ý định bao vây toàn bộ cụm Tập đoàn quân Bắc là không thực tế, STAVKA quyết định thu hẹp quy mô chiến dịch về khu vực mặt trận của các phương diện quân Leningrad và Volkhov - hai PDQ có sự chuẩn bị tốt nhất cho đợt tấn công sắp tới. Mục đích của chiến dịch lần này là giải phóng tỉnh Leningrad, phá giải hoàn toàn sự uy hiếp đối với thành phố cùng tên và từ đó giúp quân đội Liên Xô giành được ưu thế quan trọng tại khu vực Baltic. Mục tiêu của các phương diện quân Leningrad, Volkhov không gì khác chính là đánh bại Tập đoàn quân số 18 (Đức) - đối thủ dai sức của họ trong suốt mấy năm qua. Phối hợp với hai phương diện quân trên là phương diện quân Baltic 2, với nhiệm vụ tấn công vào Nevel và phát triển lên Idritsa Novosokolniki nhằm cắt đứt tuyến liên lạc của quân Đức và ghim giữ Tập đoàn quân số 16 (Đức) cùng các lực lượng dự bị của Cụm Tập đoàn quân Bắc. Tiếp đó, cả ba phương diện quân sẽ tiến về phía Narva, Pskov, đánh bại Tập đoàn quân số 16, giải phóng tỉnh Leningrad và tạo tiền đề cho các đợt tấn công kế tiếp ở vùng Baltic. Đồng thời, nếu quá trình tấn công Tập đoàn quân số 16 diễn ra thuận lợi, quân đội Liên Xô vẫn có cơ hội tổ chức bao vây tiêu diệt cụm Tập đoàn quân Bắc như dự kiến ban đầu.
Hạm đội Baltic được giao nhiệm vụ đưa Tập đoàn quân xung kích số 2 của I. I. Fedyuninsky băng qua hồ Ladoga tới Oranienbaum. Từ ngày 11 tháng 5 năm 1943, Hạm đội đã vận chuyển 30.000 người, 47 xe tăng, 400 đại bác, 1.400 xe tải và 10.000 tấn quân nhu, đạn dược từ các cầu tàu của các nhà máy tại Leningrad, Kanat và căn cứ hải quân tại Lisy Nos tới Oranienbaum. Sau khi hồ Ladoga đóng băng, thêm 22.000 binh sĩ, 800 xe tải, 140 xe tăng và 380 đại bác đã được vận chuyển qua mặt băng trên hồ tới điểm tập kết. Sau khi việc vận chuyển hoàn tất, pháo binh được triển khai trên toàn bộ chiều dài mặt trận của các phương diện quân Leningrad, Baltic 2 và Volkhov với mật độ 200 đại bác trên một cây số mặt trận, bao gồm 21.600 đại bác, 1.500 dàn tên lửa Cachiusa, và 600 đại bác chống tăng. 1.500 máy bay cũng được hạm đội Baltic chuyên chở và triển khai xung quanh Leningrad. Binh lực tổng cộng của quân đội Liên Xô là 1.241.000 người, chống lại 741.000 lính Đức. Tiếp đó, vào ngày 11 tháng 1 các chỉ huy quân sự Xô Viết họp mặt lần cuối trước trận đánh tại Smolny. Đại tướng L. A. Govorov, tư lệnh phương diện quân Leningrad, liệt kê các mục tiêu của ông. Nhằm mục đích khai thông hai tuyến đường sắt chính, với điểm kết thúc tại ga Moskovsky và ga Ladozhsky, quân đội Liên Xô buộc phải đánh chiếm Gatchina rồi từ đó tấn công thành phố Mga, đầu mối giao thông đường sắt ở ngoại ô Leningrad và là điểm chót của con đường sắt tiến vào Leningrad. Tiếp đó, Govorov triển khai binh lực dựa theo các mục tiêu đã đề ra.

### Quân đội Đức Quốc xã

#### Binh lực
- Cụm Tập đoàn quân Bắc (tư lệnh: Thống chế Georg von Küchler, từ ngày 1 tháng 2 là Đại tướng Walter Model, đến cuối tháng 3 là Đại tướng Georg Lindemann)
  - Tập đoàn quân số 18 (tư lệnh: Đại tướng Georg Lindemann, đến cuối tháng 3 là Thượng tướng Pháo binh Herbert Loch), binh lực bao gồm các quân đoàn số 26, 28, 38, 50, 54 và sư đoàn thiết giáp SS số 3. Tổng cộng có 19 sư đoàn, 3 lữ đoàn, chống giữ tuyến từ hồ Ilmen đến Nevel.
  - Tập đoàn quân số 16 (tư lệnh: Thượng tướng Pháo binh Christian Hansen), binh lực bao gồm các quân đoàn số 1, 2, 8, 10, 43 và quân đoàn SS số 6. Tổng cộng có 21 sư đoàn và 1 lữ đoàn
  - Tập đoàn quân không quân số 1 (tư lệnh: Thượng tướng Phi hành Curt Pflugbeil)

Theo các số liệu của Liên Xô, cụm Tập đoàn quân Bắc có 741.000 quân, 385 xe tăng, 10.070 đại bác và súng cối, 370 máy bay. Số liệu của phía Đức vào ngày 14 tháng 10 năm 1943 là 601.000 người, 146 xe tăng, 2.398 đại bác và súng cối. Theo David M. Glantz, quân Đức có 500.000 người, 2.389 đại bác và súng cối, 146 xe tăng, 140 máy bay.

#### Kế hoạch
Từ cuối năm 1943 trở đi, tình hình của Cụm Tập đoàn quân Bắc trở nên xấu đi một cách nghiêm trọng. Sư đoàn Xanh Lam của Tây Ban Nha và ba sư đoàn Đức khác đã bị rút đi từ hồi tháng Mười, trong khi đó Cụm Tập đoàn quân Bắc phải nhận thêm việc phòng thủ 60 dặm mặt trận chuyển từ Cụm Tập đoàn quân Trung tâm. Để thay thế cho các lực lượng bị lấy đi, Cụm TDQ Bắc được bù đắp bằng Binh đoàn Xanh Lam (những gì còn sót lại sau khi Sư đoàn Xanh Lam bị giải thể) cùng với 3 sư đoàn SS. Trong tình trạng bi đát đó, các chỉ huy của Cụm Tập đoàn quân Bắc quyết định thảo một kế hoạch rút quân về hậu tuyến để chiều dài mặt trận giảm đi 25 phần trăm và loại bỏ những chỗ lồi, chỗ lõm nguy hiểm mà quân đội Liên Xô có thể đánh vào. Kế hoạch lui binh này được đặt tên là "Xanh lam" và theo đó, trong tháng 1 năm 1944 thì quân Đức sẽ rút lui 150 dặm về một phòng tuyến tự nhiên được tạo thành bởi sông Narva, sông Velikaya, hồ Chudskoe (còn gọi là hồ Peipus) và Pskov. Vị trí đóng quân này, mang tên "tuyến Panther-Wotan", được chống đỡ bằng những công sự được xây dựng từ hồi tháng 9 năm 1943. Quá trình lui binh sẽ diễn ra theo từng giai đoạn, sử dụng những phòng tuyến tạm thời làm trung gian giữa các giai đoạn - quan trọng nhất trong số này là tuyến Rollbahn được tạo thành bởi tuyến đường sắt Tháng Mười chạy qua Tosno, Lyuban và Chudovo. Tại đây, hai quân đoàn bị hở sườn nhiều nhất là các quân đoàn số 26 và 38 của Đức sẽ được tái tổ chức và nghỉ ngơi trước khi thực hiện giai đoạn cuối của cuộc lui binh tới tuyến Panther-Wotan.
Sang đầu năm 1944, Cụm Tập đoàn quân Bắc tiếp tục nhận thêm những tin xấu khi Hitler từ chối mọi lời thỉnh cầu về một cuộc lui quân sớm về tuyến Panther. Ông ta vẫn cố chấp yêu cầu quân Đức phải giữ chân quân đội Liên Xô càng xa nước Đức càng tốt và chống giữ quyết liệt từng thước tấc mặt trận. Thêm vào đó, Hitler lại chuyển 3 sư đoàn tinh nhuệ của Cụm Tập đoàn quân Bắc về cho Cụm Tập đoàn quân Nam của thống chế Erich von Manstein - lúc này đang bị quân đội Liên Xô liên tục dồn đuổi về phía sông Dniepr. Tất cả điều này khiến Cụm Tập đoàn quân Bắc lâm vào tình thế hết sức bấp bênh và luôn đón chờ đợt tấn công mới của Hồng quân với thái độ cực kì bi quan.

## Diễn biến
Chiến dịch tấn công Leningrad-Novgorod bao gồm các chiến dịch nhỏ sau:
- Chiến dịch tấn công Krasnoye Selo–Ropsha hay còn gọi là Chiến dịch Sấm tháng Giêng (14 tháng 1 - 30 tháng 1 năm 1944) do Phương diện quân Leningrad thực thi
- Chiến dịch tấn công Novgorod-Luga (14 tháng 1 - 15 tháng 2) do Phương diện quân Volkhov thực thi
- Chiến dịch tấn công Kingisepp–Gdov (1 tháng 2 - 1 tháng 3) do Phương diện quân Leningrad thực thi
- Chiến dịch tấn công Staraya Russa-Novorzhyev (18 tháng 2 - 1 tháng 3) do Phương diện quân Baltic 2 thực thi

Theo các tài liệu Đức, các trận chiến với cụm Tập đoàn quân Bắc kéo dài từ ngày 2 tháng 2 tới ngày 10 tháng 8 năm 1944 được gộp lại trong một "trận đầu cầu Narva" (Schlacht um den Brückenkopf von Narva)

## Diễn biến chiến dịch trong tháng 1 năm 1944

### Phá vỡ vòng cương tỏa Leningrad, 14-21 tháng 1

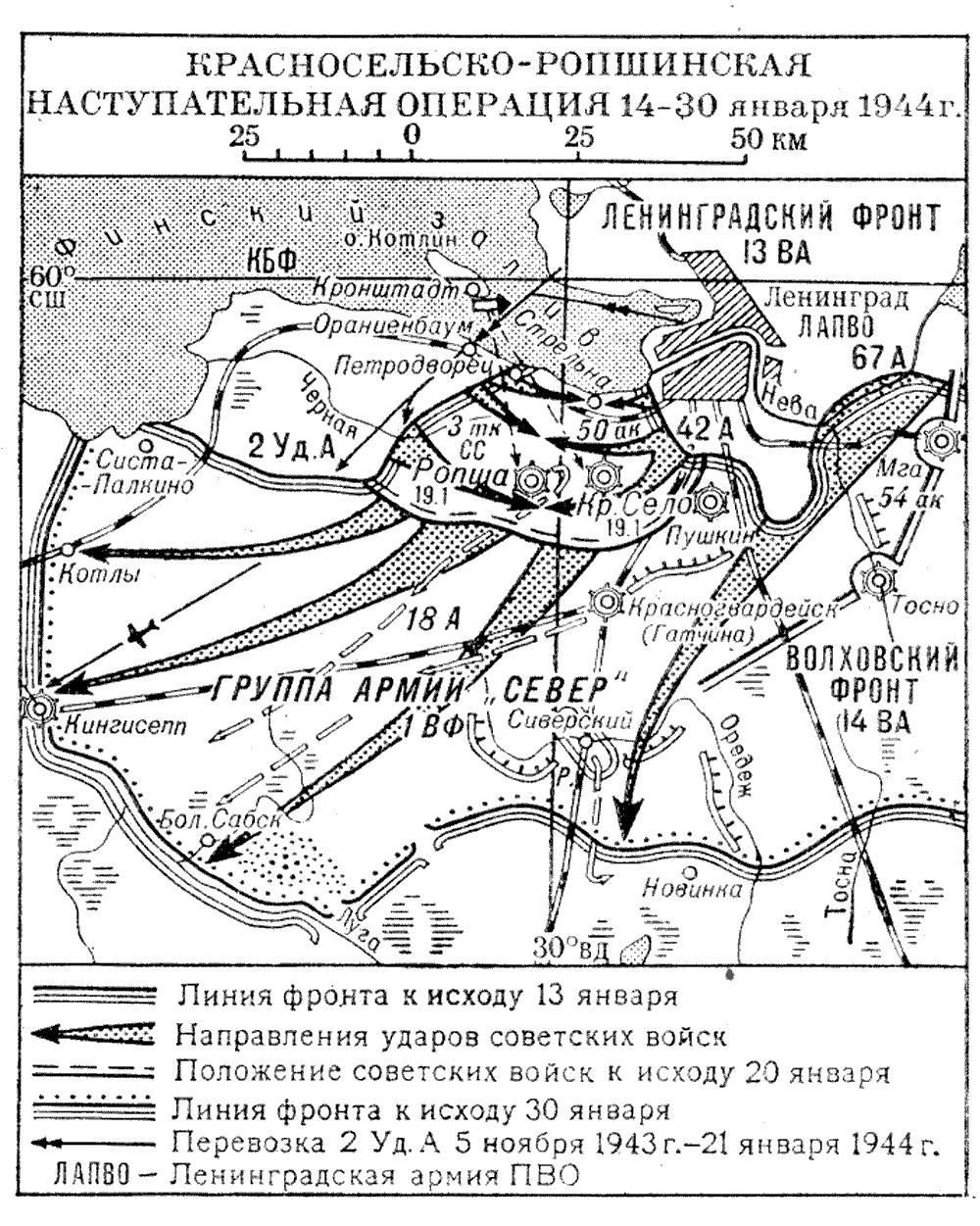
Bản đồ về chiến dịch Krasnoye Selo–Ropsha.

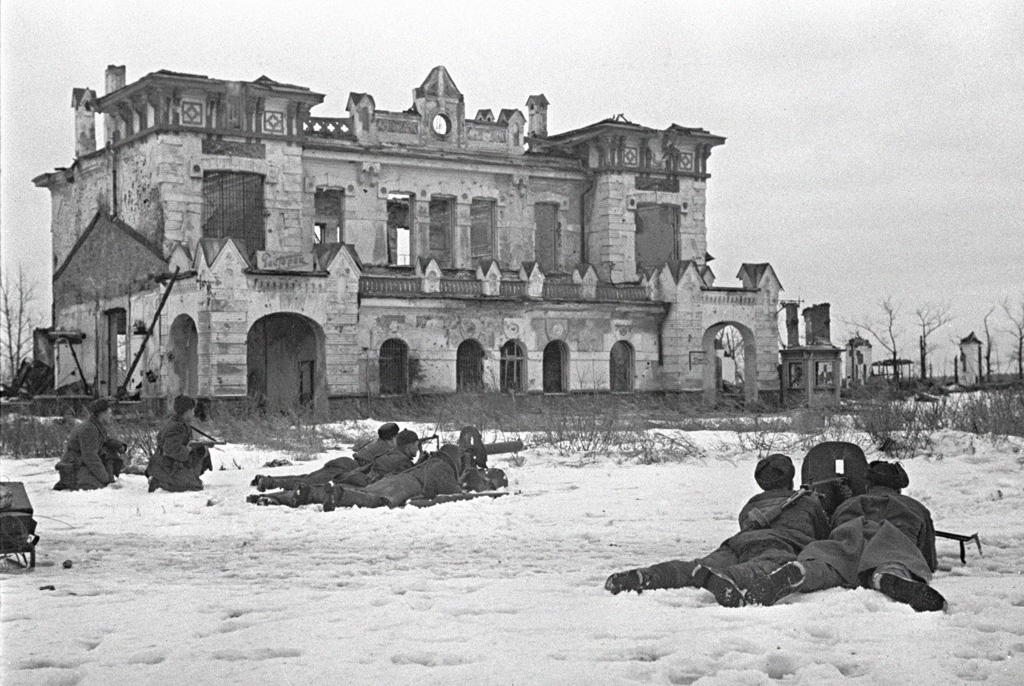
Quân đội Liên Xô chiến đấu ở ngoại vi thành phố Pushkin, ngày 21 tháng 1 năm 1944. Ảnh do B. Kudoyarova chụp.

Vào cuối ngày 13 tháng 1 năm 1944, các máy bay ném bom tầm xa của hạm đội Baltic bắt đầu oanh tạc các cứ điểm của quân Đức trên phòng tuyến. Sang ngày 14, quân đội Liên Xô từ khu bàn đạp Oranienbaum và từ vị trí của Phương diện quân Volkhov ồ ạt xung phong, đến ngày 15 thì Tập đoàn quân số 42 từ cao điểm Pulkovo cũng tham gia tác chiến. Đại bác Liên Xô cũng thi nhau trút mưa bom bão đạn vào quân địch - 220 nghìn viên đạn đại bác đã rớt xuống đầu lính Đức. Sương mù dày đặc đã hạn chế đà tiến quân trong những ngày đầu tiên, tuy nhiên Tập đoàn quân xung kích số 2 và tập đoàn quân số 42 đã tiến xa 2 dặm trên một mặt trận dài 7 dặm, đánh lui các sư đoàn số 9 và 10 của Lực lượng bộ binh dã chiến thuộc không quân Đức Quốc xã (Luftwaffen-Feld-Divisionen) trong khi Phương diện quân Volkhov đẩy lui quân Đức 3 dặm. Đến ngày 16, thời tiết trở nên khá hơn và Tập đoàn quân xung kích số 2 đã đột phá được 23 cây số. Vào ngày 19, Tập đoàn quân xung kích số 2 đã giải phóng Ropša và sư đoàn bộ binh cận vệ số 63 (thuộc Tập đoàn quân số 42) đã đuổi quân Đức khỏi Krasnoye Selo. Đến ngày 26 tháng 1, quân Đức bị đẩy lùi xa đến 100 cây số khỏi Leningrad và tuyến đường sắt Moskva - Leningrad đã được quân đội Liên Xô khai thông. Ngày 20 tháng 1 năm 1944, I. V. Stalin tuyên bố Leningrad đã được giải phóng và lúc 8 giờ tối thành phố Leningrad đã chào mừng sự kiện này bằng 324 loạt bắn chào mừng từ các dàn tên lửa Cachiusa cũng như từ các đại bác.

### Phương diện quân Volkhov tấn công Novogord-Luga

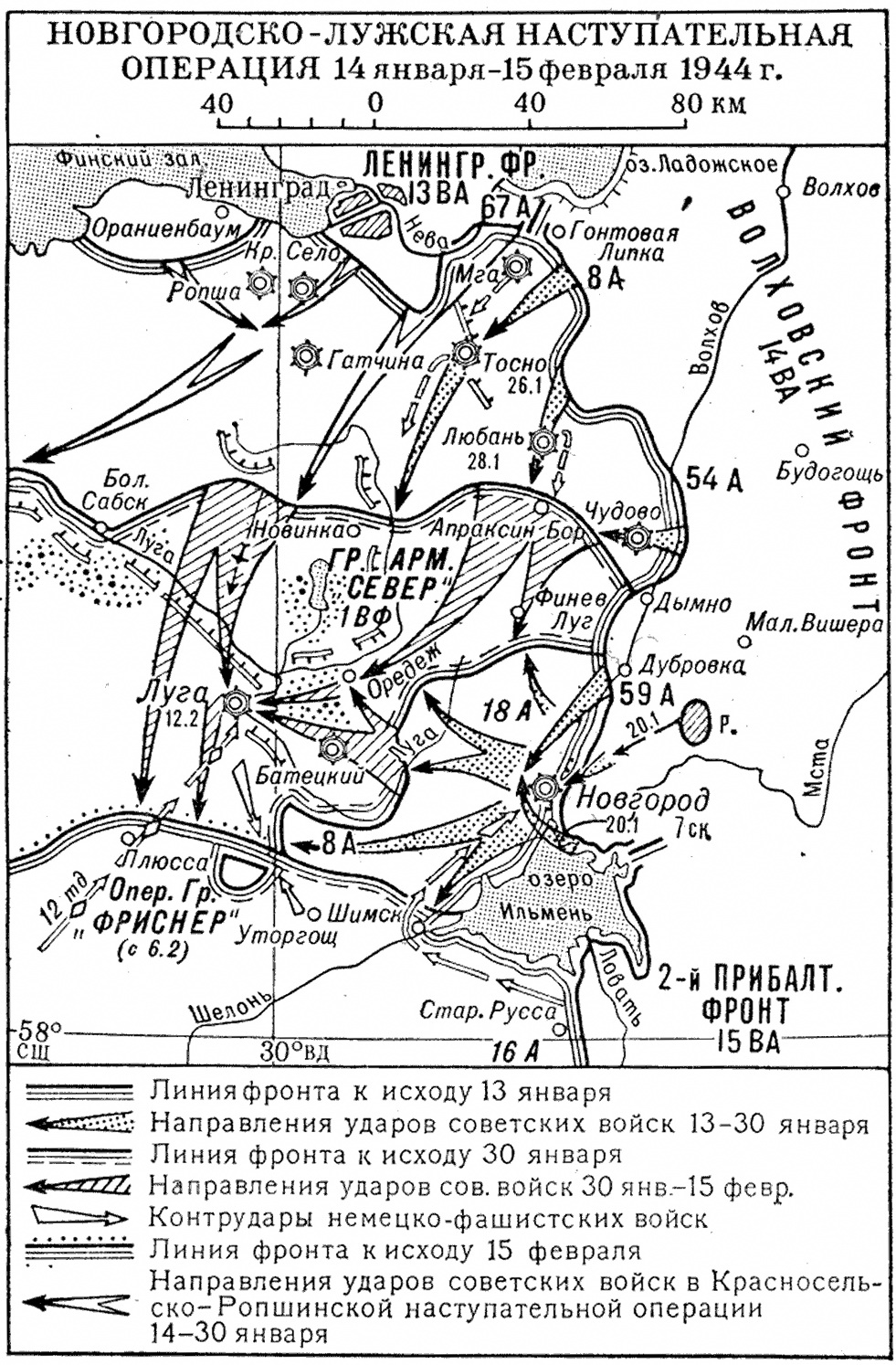
Bản đồ về chiến dịch tấn công Novgorod-Luga.

Cùng vào ngày 14 tháng 1, Phương diện quân Volkhov cũng nổ súng tấn công cùng với Phương diện quân Leningrad. Đòn tấn công do Tập đoàn quân số 59 thực thi, với hướng tấn công chính từ các bàn đạp tại sông Volkhov (cách Novgorod 30 cây số về phía Bắc) và hướng tấn công phụ ở phía Nam Novgorod, băng ngang qua hồ Ilmen. Sau vài ngày chiến đấu quyết liệt, đến ngày 17 tháng 1 quân đội Liên Xô đã đục thủng phòng tuyến chính của quân Đức và bắt đầu phát triển tấn công. Vào ngày 20 tháng 1, Novgorod được giải phóng. Số quân Đức không kịp chạy thoát thì bị quân đội Liên Xô bao vây ở phía tây Batetskiy.
Vào ngày 16 tháng 1, ở hướng Chudovo-Lyuban, tập đoàn quân số 59 nổ súng tấn công. Cho đến ngày 20 tháng 1, Tập đoàn quân chỉ mới tiến được 5 cây số, tuy nhiên nó đã găm giữ một lực lượng rất lớn quân Đức tại đây và buộc Quân đoàn số 26 (Đức) - trước nguy cơ bị bao vây - phải triệt thoái về khu vực Mga.
Đến ngày 22 tháng 1, Phương diện quân Volkhov trình lên Đại bản doanh (STAVKA) kế hoạch phát triển chiến dịch tấn công Novgorod-Luga. Theo kế hoạch, Tập đoàn quân số 59 sẽ tấn công giải phóng Luga, còn tập đoàn quân số 8 và 54 sẽ hợp lực khai thông tuyến đường sắt Tháng Mười. Kế hoạch được Đại bản doanh phê chuẩn và, sau đó STAVKA yêu cầu Phương diện quân Volkhov phải giải phóng Luga không trễ hơn ngày 30 tháng 1, còn hạn chót để giải phóng Lyuban là 24 tháng 1. Để tăng cường hiệu quả tác chiến, Phương diện quân được phép chuyển một phần Tập đoàn quân số 8 sang tập đoàn quân số 54, và, tổng hành dinh được chuyển về cánh trái của PDQ tại khu vực hồ Ilmen.
Đà tiến quân nhanh về hướng Luga tạo cơ hội cho quân đội Liên Xô tổ chức bao vây một khối lớn quân Đức thuộc Tập đoàn quân số 18, lúc này đang triệt thoái về hướng Chudovo, Lyuban, Tosno. Vì lý do này, ngay sau khi giải phóng Novgorod, tập đoàn quân số 59 nhanh chóng tiến về hướng đường sắt Novgorod - Luga, xuyên qua nhà ga Batetskiy và các tuyến đường phụ ở Luga (về bên phải) và Shimsk (về bên trái). Trước tình hình diễn biến nghiêm trọng, quân Đức vội vã điều quân đến tăng viện cho Luga và đã chận được bước tiến của Tập đoàn quân số 59, không cho quân đội Liên Xô giải phóng Luga trong tháng 1 như dự kiến. Ở cánh trái (từ ngày 25 tháng 1 nằm dưới sự chỉ huy của tổng hành dinh của Tập đoàn quân số 8), diễn biến chiến dịch có chiều hướng thuận lợi hơn cho phía Liên Xô: sau vài ngày chiến đấu ác liệt, quân đột Liên Xô tiến khá xa về phía Tây và Tây Nam, cắt đứt tuyến đường sắt Leningrad-Dno, tiến tới ga Peredolskaya và tuyến đường và tuyến đường bộ Luga - Shimsk ở gần làng Medvedy, quét sạch quân Đức khỏi bờ Bắc hồ Ilmen và tiến về ngoại vi của Shimsk.
Cùng lúc đó, chiến sự nổ ra dữ dội tại tuyến đường sắt Tháng Mười. Quân đội Liên Xô đặt dưới sự chỉ huy của tổng hành dinh của Tập đoàn quân số 54 đã giải phóng Tosno, Lyuban, Chudovo trong ngày 29 tháng 1 và hoàn toàn kiểm soát tuyến đường sắt chiến lược này.

### Hoạt động của Phương diện quân Baltic 2, tháng 1 năm 1943
Hai ngày trước khi chiến dịch Leningrad chính thức mở màn, Phương diện quân Baltic 2 đã nổ súng tấn công các cứ điểm của Tập đoàn quân số 16 (Đức). Trong đợt tấn công đó, Tập đoàn quân xung kích số 3 nhận nhiệm vụ đục thủng phòng tuyến địch quân trong khu vực và phát triển tấn công lên Pustoshka, Opochka; còn Tập đoàn quân số 22 tấn công Novosokolniki từ phía Bắc và sau đó tiến đến tiếp cận tuyến Nasva-Mayev (Nasva). Ở cánh trái, tập đoàn quân cận vệ số 10 chuyển từ Phương diện quân Tây Bắc sang có nhiệm vụ tấn công vào khúc cong của hồ Neshcherdo, tiến theo hướng Zilupe, vòng qua Idritsa ở phía Tây và Tây Nam.
Quá trình tác chiến của Phương diện quân Baltic 2 diễn ra không được thuận lợi. Nguyên do là họ vừa mới tổ chức một số trận đánh vào cuối năm 1943 và không có thời gian chuẩn bị đầy đủ cho chiến sự vào đầu năm 1944. Đồng thời, địa hình tác chiến rất phức tạp vời nhiều vùng rừng và đầm lầy, và bản thân Phương diện quân không nắm trong tay đầy đủ thông tin về tình hình mặt trận cũng như hệ thống phòng thủ của quân Đức tại đây. Thêm vào đó, Tập đoàn quân cận vệ số 10 tới đầu chiến dịch vẫn trong quá trình hành quân tới điểm tập kết và chỉ được tung vào mặt trận từng phần một chứ không thể tung toàn bộ lực lượng. Tất cả điều này khiến kết quả đạt được của các đợt tấn công rất hạn chế. Cho đến ngày 16 tháng 1, Tập đoàn quân cận vệ số 10 với 9 sư đoàn bộ binh và nhiều đơn vị xe tăng, pháo binh chỉ có thể đột phá được 5-10 cây số. Lực lượng quân Đức tại đây (bao gồm 1 lữ đoàn của sư đoàn bộ binh số 132, 2 tiểu đoàn độc lập và 6 khẩu đội pháo) dù quân số ít đã chống cự rất quyết liệt và gây nhiều khó khăn cho quân đội Liên Xô.
Tướng M. I. Kazakov, một trong những chỉ huy của Tập đoàn quân Cận vệ số 10, đã kể lại như sau:
| “                | Tại khu vực tác chiến, bọn phát xít không xây dựng một phòng tuyến cố định. Hệ thống phòng thủ của chúng bao gồm các cứ điểm riêng lẻ và các bộ phận cấu thành của những ổ đề kháng. Binh lính cũng phải đột phá qua những chỗ ấy như là đối với các phòng tuyến cố định. Vì vậy, cho dù pháo binh đã bắn chuẩn bị rất kỹ lưỡng thì vẫn có những "khoảng không". Thế là bộ binh tiến công vào những khu vực không có người trong khi hứng chịu hỏa lực từ các cứ điểm của quân địch ở hai bên sườn. | ” |
| — M. I. Kazakov, | |   |

Đợt tấn công của Tập đoàn quân xung kích số 3 tại Pustoshka và của Tập đoàn quân số 22, Tập đoàn quân cận vệ số 6 tại Novosokolniki cũng gặp nhiều khó khăn. Thành quả đáng kể nhất là việc Tập đoàn quân số 22 đánh chiếm được ga Nasva sau khi sư đoàn bộ binh số 331 (Đức) triệt thoái khỏi đây vào ngày 14 tháng 1. Dựa trên thành quả đó, đến ngày 18 tháng 1 Tập đoàn quân phát triển tấn công và đến ngày 18 tháng 1 đã đánh chiếm được một đoạn 10 cây số của tuyến đường sắt Novosokolniki - Dno, tuyến liên lạc chủ yếu của Tập đoàn quân số 16 (Đức).
Ngày 16 tháng 1, Đại bản doanh gọi cho tư lệnh Phương diện quân là tướng M. M. Popov và bày tỏ sự không hài lòng đối với diễn biến chiến dịch, đặc biệt là quá trình tác chiến của Tập đoàn quân cận vệ số 10. Không lâu sau đó, tư lệnh của Tập đoàn quân, trung tướng A. V. Sukhomlin bị cách chứng vào ngày 21 tháng 10. Người thay thế ông là trung tướng M. I. Kazakov.
Trong bản báo cáo gửi về Đại bản doanh, tướng M. M. Popov đã lý giải về những khó khăn của Tập đoàn quân cận vệ số 10 như sau:
| “              | Операция рассчитанная на внезапность прорыва обороны слабого противника и на быстроту продвижения на северо-западном направлении на Идрицу, получила только тактический успех по вине слабого управления армий со стороны генерал-лейтенанта Сухомлина и его начальника штаба генерал-майора Смирнова. В результате 10-я гвардейская армия продолжала наступление все медленнее и медленнее, понесла большие потери (до 9000 человек), израсходовала боеприпасы и, наконец, остановилась. | ” |
| — M. M. Popov, | |   |

Trước tình hình Tập đoàn quân cận vệ số 10 gặp khó khăn, M. M. Popov đã đề nghị dừng hướng tấn công này lại và tập trung toàn lực cho hướng Nasva - Novorzhev để có thể nhanh chóng tiếp cận và phối hợp với Phương diện quân Volkhov ở phía Bắc. STAVKA đồng ý và cho Phương diện quân Baltic 2 một tuần để tái tổ chức lại lực lượng.

### Kết quả
Cho đến cuối tháng 1, Phương diện quân Leningrad và Volkhov đã đẩy lui quân Đức ra xa khỏi Leningrad từ 70-100 cây số, phá giải hoàn toàn sự uy hiếp đối với thành phố và thiết lập một đường liên lạc trên bộ an toàn giữa Leningrad với nội địa Liên Xô. Cho dù không tiến nhanh như mong đợi, những thành quả mà quân đội Liên Xô đạt được đã tạo tiền đề thuận lợi cho chiến thắng của những chiến dịch về sau. Đợt tấn công của Phương diện quân Baltic 2 tuy thu được kết quả rất hạn chế nhưng nó đã giam chân một khối quân rất lớn của Tập đoàn quân số 16 (Đức), đóng góp đáng kể cho sự thành công của các chiến dịch tại Leningrad và Novgorod.
Về phía Đức, tuy tập đoàn quân số 18 đã bị giáng cho những thiệt hại nặng nề, nhưng đã thành công trong việc tránh bị bao vây, bảo toàn được phần lớn sinh lực chiến đấu và rút lui về các tuyến sau. Tuy nhiên, tình thế của quân Đức vẫn không thể nói là an toàn. Việc mất Krasnogvardeisk vào tay quân đội Liên Xô khiến trận tuyến của quân Đức bị xé ra thành hai mảnh, với mảnh chủ lực (bao gồm 14 sư đoàn) rút về phía Tây, Tây Bắc và phía Bắc của Luga, còn mảnh phía Tây (5-6 sư đoàn) thì cũng bị cắt thành nhiều cụm chiến đấu đang lũ lượt rút về phía Tây của Narva.
Chính vì vậy, việc chống giữ Luga trở thành ưu tiên hàng đầu của quân Đức và nơi này được tăng cường thêm rất nhiều binh lực, với tổng binh lực gồm sư đoàn thiết giáp số 12, 4 sư đoàn bộ binh, 6 cụm tác chiến bộ binh cấp sư đoàn và những gì còn sót lại của 6 sư đoàn và lữ đoàn khác. Điều này khiến cho quân Đức có thể tạm thời ngăn được bước tiến của phương diện quân Volkhov. Tuy nhiên, hiểu rõ rằng không thể nào đứng chân được lâu dài, vào ngày 30 tháng 1 tư lệnh Cụm Tập đoàn quân Bắc là Thống chế Geogr von Küchler đã trực tiếp gặp Hitler và thỉnh cầu được rút về tuyến Panther-Wotan. Một lẫn nữa ông ta lại bị từ chối. Adolf Hitler cho rằng cần phải giữ chặt tuyến Luga và tiếp tục ổn định mặt trận tại đây. Do bất tuân thượng lệnh, Küchler bị cách chức. Người thay thế ông chỉ huy Cụm Tập đoàn quân Bắc là Thượng tướng Walter Model.

## Diễn biến chiến dịch, 1-15 tháng 2 năm 1944

### Giải phóng Luga
Đến đầu tháng 2 năm 1944, hai phương diện quân Leningrad và Volkhov tiếp tục phối hợp tấn công. Các tập đoàn quân số 42 và tập đoàn quân xung kích số 2 của Phương diện quân Leningrad sẽ tấn công mạnh theo hướng Narva, còn tập đoàn quân số 67 sẽ tiến về Luga từ phía Bắc và Tây Bắc. Nhiệm vụ của Phương diện quân Volkhov vẫn là nhanh chóng "giải quyết" Luga, với Tập đoàn quân số 59 và số 8 đánh từ hướng Đông, và Tập đoàn quân số 54 đánh từ hướng Đông Bắc. Từ ngày 2 tháng 2, Phương diện quân Volkhov nhận thêm Tập đoàn quân xung kích số 1 từ Phương diện quân Baltic 2. Chỉ huy của phương diện quân Leningrad, L. A. Govorov tin rằng hướng tấn công chính sẽ tập trung vào khu vực Narva, aтак как это позволит разу же приступить к освобождению Эстонии. Tuy nhiên, chiến sự ác liệt tại Luga buộc Phương diện quân phải chuyển trọng tâm về phía Tập đoàn quân số 2, hiện đang tiến về hướng Gdov - Pskov, Luga ở phía Tây và cắt đường liên lạc của đối phương.
Đợt tấn công của Tập đoàn quân số 42 tiếp tục phát triển thuận lợi và không gặp kháng cự nào đáng kể. Các thành phố Lyady, Sara-Goru, Gdov lần lượt được giải phóng và đến ngày 2 tháng 4 quân đội Liên Xô đã tiếp cận bờ hồ Chudskoe. Từ vị trí này, Tập đoàn quân só 42 dự tính sẽ mở một đòn đánh bọc vòng, giải phóng Plyussa, Strugi Krasnye, cắt đứt tuyến đường bộ Luga - Pskov và hội quân với Tập đoàn quân số 67 để hợp vây Luga. Sự thành công của Tập đoàn quân số 42 ở phía Tây Luga khiến Tập đoàn quân số 18 (Đức) một lần nữa đứng trước nguy cơ bị bao vây, vì vậy tướng Walter Model đã hạ lệnh cho Tập đoàn quân số 18 bằng mọi giá phải lấy lại tuyến liên lạc giữa Luga và Pskov. Để giải cứu cho Luga, Model đã buộc phải đem ra dùng hết những lực lượng dự bị sẵn có - kể cả những đơn vị dự bị của Tập đoàn quân số 16.
Đòn phản công của quân Đức đã không đạt được mục tiêu đề ra, nhưng sự kháng cự quyết liệt của họ đã phần nào làm chậm bước tiến Tập đoàn quân số 42 và cố chống giữ được tuyến liên lạc Luga - Pskov. Cùng lúc đó, Tập đoàn quân số 67 (của Phương diện quân Leningrad) và các tập đoàn quân số 54, 59, 8 (của Phương diện quân Volkhov) tiếp tục tiến mạnh về Luga. Đồng thời, Tập đoàn quân xung kích số 1 - vốn được giao nhiệm vụ đột phá phòng tuyến quân Đức ở phía Nam Staraya Russa - đã hợp lực với Tập đoàn quân số 8 và cùng tiến hành bao vây một phần của Tập đoàn quân số 16 (Đức) tại phía Tây nam hồ Ilmen.
Diễn biến chiến sự ở Luga vẫn tiếp tục ác liệt do quân Đức đã bố trí hệ thống phòng thủ vững chắc và liên tục phản kích. Tuy nhiên, cho dù đà tiến quân của quân đội Liên Xô bị chậm lại, tình thế của Tập đoàn quân số 18 (Đức) vẫn hết sức nguy hiểm. Không còn cách nào khác, Model phải cho quân Đức bỏ Luga rút về Pskov. Đến ngày 12 tháng 2, các tập đoàn quân số 67 và 59 đã giải phóng Luga. Sau khi nhiệm vụ Luga hoàn thành, ngày 13 tháng 1 năm 1944 Đại bản doanh ra Chỉ thị số 220023 có nội dung yêu cầu giải tán Phương diện quân Volkhov. Các Tập đoàn quân số 54, 59 và 8 của nó được chuyển giao cho Phương diện quân Leningrad. Tập đoàn quân xung kích số 1 được trả về cho Phương diện quân Baltic 2. Bộ chỉ huy Phương diện quân được chuyển về lực lượng dự bị của Đại bản doanh.

### Tập đoàn quân xung kích số 2 tại khu vực Narva

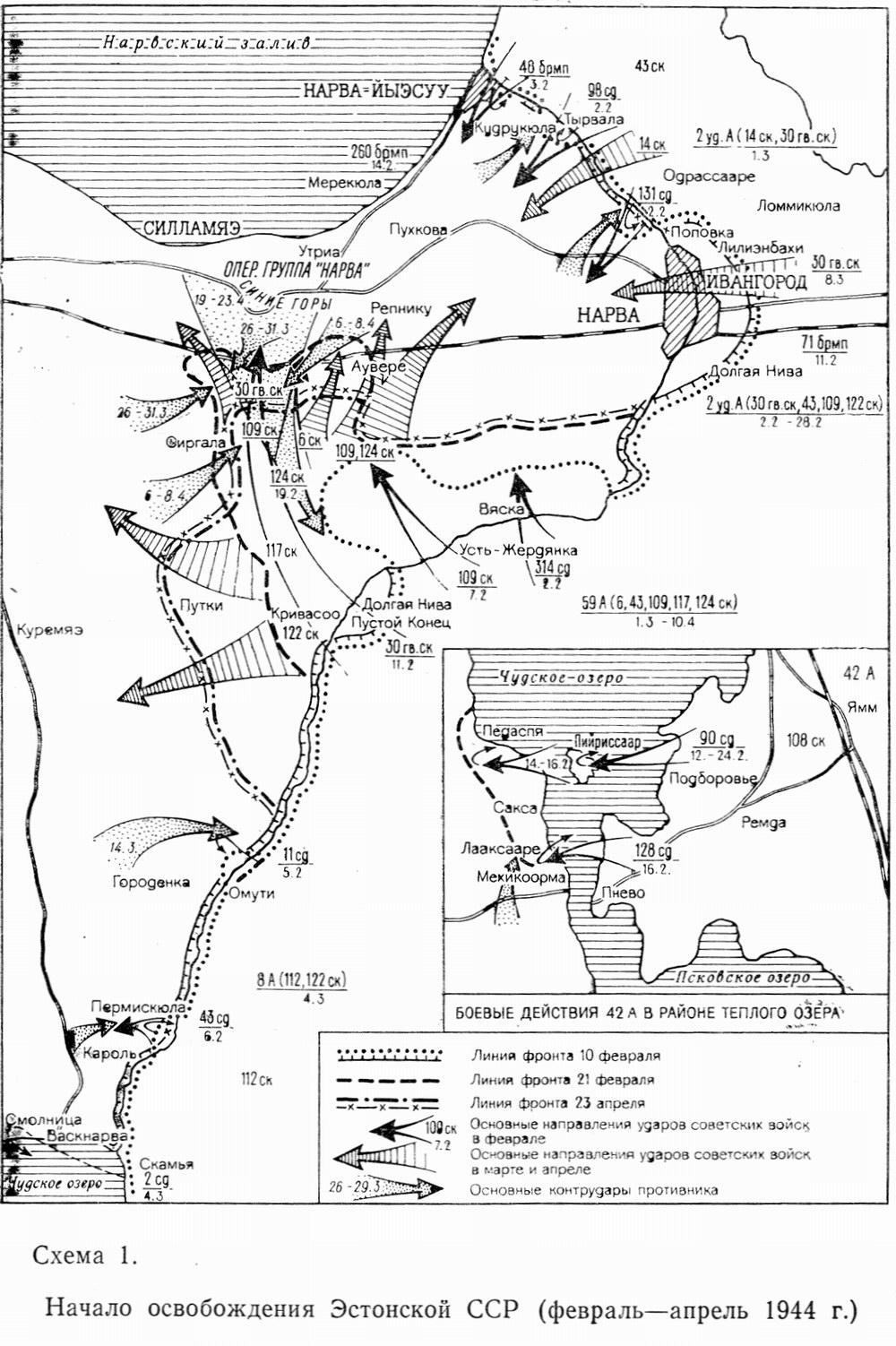
Chiến sự ở khu vực Narva, tháng 2-4/1944.

Vào đêm 1 tháng 2 năm 1944, trung đoàn bộ binh số 109 (được chuyển từ Tập đoàn quân số 42 sang tập đoàn quân xung kích số 2), được yểm hộ bởi lữ đoàn xe tăng số 152, đã nổ súng tiến công sau một loạt phát bắn chuẩn bị. Sau một đợt di chuyển tránh né khéo léo, quân đội Liên Xô đã công kích và diệt gọn quân Đức ở Kingisepp. Mặc dù quân Đức không thể tổ chức phòng ngự ở sông Luga, hoạt động kháng cự một đội quân cản hậu Đức đã làm chậm bước tiến của quân đội Liên Xô và giúp cho chủ lực của quân đoàn số 54 và sư đoàn thiết giáp SS sổ 3 của Đức rút lui an toàn về tuyến phòng ngự vững chắc ở bồ Tây sông Narva.
Quân đội Liên Xô tiếp tục truy kích và đến ngày 3 tháng 2, hai quân đoàn của Tập đoàn quân xung kích số 2 đã tiếp cận sông Narva. Quân đoàn bộ binh số 43 đã bắt đầu vượt sông ở phía Bắc thành phố cùng tên và thiết lập được hai đầu cầu ở bờ bên kia sông; trong khi đó quân đoàn bộ binh số 122 cũng vượt sông ở phía Nam thành phố này và cũng thiết lập được hai đầu cầu. Tiếp đó, quân đội Liên Xô đã đánh tan các cuộc phản kích của quân Đức và cũng cố vững chắc khu bàn đạp Narva. Tuy nhiên, quân Đức đã điều sư đoàn thiết giáp lựu đạn "Felderrnhalle" từ Cụm Tập đoàn quân Trung tâm đến để tăng viện và một trung đoàn của sư đoàn bộ binh số 58 (Đức) vẫn tiếp tục chiếm giữ đầu cầu ở bờ Đông sông Narva trong vùng phụ cận của thành phố Ivangorod.
Vào ngày 11 tháng 2, Tập đoàn quân xung kích số 2 mở một đợt tấn công quy mô lớn nhằm mở rộng các đầu cầu ở bờ Đông sông Narva, tiến tới các tuyến Iyhvi (Johvi) - Atsalama - Kaups (Kauksi) và sau đó là tới Rakvere. Lực lượng thực hiện tấn công là Quân đoàn bộ binh cận vệ số 30 được tăng cường. Các lữ đoàn bộ binh hải quân của Hạm đội Baltic sẽ có nhiệm vụ trợ công ở phía Tây Bắc Narva. Về phía Đức, do Narva được xem là "cánh cửa dẫn đến nước Đức" nên Bộ Tư lệnh tối cao quân đội Đức Quốc xã đặc biệt chú ý đến mặt trận này. Cụm tác chiến "Schfonhaimer" (đặt tên theo chỉ huy của quân đoàn số 54 (Đức) là Otto Schfonhaimer) được giao nhiệm vụ bảo vệ tuyến sông Narva - cho đến người cuối cùng.
Sau nhiều ngày chiến đấu ác liệt, quân đội Liên Xô vẫn tiến rất chậm và chỉ gặt hái được những thành quả ở quy mô nhỏ. Một phần của quân đoàn bộ binh số 43 - đánh theo hướng Tây Bắc Narva - chỉ đột phá được 2 cây số trên một chính diện mặt trận 4 cây số. Một đợt tấn công tiếp theo bị sư đoàn bộ binh số 227 và một lữ đoàn của lực lượng SS "Hà Lan" chặn đứng. Ở phía Tây Nam thành phố, các quân đoàn bộ binh số 109 và 122 tiến được 12 cây số nhưng cuối cùng cũng phải dừng lại trước sự kháng cự của các sư đoàn bộ binh số 17, sư đoàn thiết giáp ném lựu "Feldernhalle" và sư đoàn SS "Norland" của quân Đức. Quân đoàn bộ binh cận vệ số 30 thì thành công hơn, vào ngày 17 tháng 2 họ đã cắt đứt tuyến đường sắt và đường bộ Narva - Jõhvi và bắt đầu công kích Auvere. Tuy nhiên sự kháng cự quyết liệt cùng với nhiều đợt phản kích của phía Đức cũng buộc quân đội Liên Xô phải dừng bước. Một đợt tiến công đổ bộ ở phía Bắc cũng thất bại: chỉ có 432 binh sĩ Liên Xô tiếp cận được bờ bên kia sông và phần lớn trong số họ đều bị quân Đức bao vây tiêu diệt.
Đại bản doanh tỏ ra đặc biệt không hài lòng với tình hình chiến sự ở Narva. Vào ngày 14 tháng 2, STAVKA ra chỉ thị số 220025 yêu cầu Phương diện quân Leningard phải hạ gục được Narva không muộn hơn ngày 17 vì "tình thế yêu cầu các biện pháp chính trị lẫn quân sự". Nhận được quân đoàn bộ binh số 124 từ Phương diện quân dự bị, Tập đoàn quân xung kích số 2 đã tổ chức lại lực lượng và tiếp tục phát động một cuộc tấn công mới. Chiến sự lại bùng nổ ác liệt cho đến tận cuối tháng 2 nhưng quân đội Liên Xô chỉ có thể mở rộng bàn đạp vượt sông Narva ở phía nam lên 35 cây số chiều rộng, 15 cây số chiều sâu và không thể đục thủng hoàn toàn tuyến phòng ngự của quân Đức để tiến lên giành lấy một thắng lợi quyết định. Cụm Tác chiến Schfonhaimer (đến ngày 23 tháng 2 là cụm tác chiến Narva do Johann Friessner chỉ huy) đã chận đứng các cuộc tấn công của quân đội Liên Xô.
Đến cuối tháng 2, được sự đồng ý của Đại bản doanh, Tập đoàn quân xung kích số 2 đã chuyển hướng tấn công từ Narva sang hướng của các Tập đoàn quân số 8 và số 59. Chỉ thị số 220035 ngày 22 tháng 2 của Đại bản doanh đã yêu cầu 9 quân đoàn bộ binh Liên Xô mở một đợt tấn công nhằm phá vỡ phòng tuyến của quân Đức ở Narva và, một tập đoàn quân phát triển tấn công lên Pärnu còn 2 tập đoàn quân tấn công theo hướng Viljandi - Valga - Tartu - Vyra (???).

### Phương diện quân Baltic 2, 1-15 tháng 2
Vào cuối tháng 1 năm 1942, 3 tập đoàn quân của Phương diện quân Baltic 2 nhận được lệnh tấn công và đánh tan quân Đức tại khu vực Novosokolniki, sau đó tiếp tục phát triển đến phía Đông của hồ Uscho tại tuyến - Ale (???) - Bolshoy Vyaz. Nếu thành công, quân đội Liên Xô sẽ tấn công Pustoshka, Idritsa và nắm được một cơ hội phát triển lên Opochka. Đòn tấn công chính do Tập đoàn quân Cận vệ số 10 thực thi tại khu Shisherino (???) - Antonovo (???), phía Nam tuyến đường bộ Novosokolniki - Mayev (???). Ở cánh phải, tập đoàn quân cận vệ số 6 sẽ đánh theo hướng Mayev; còn ở cánh trái thì Tập đoàn quân số 22 sẽ tiến quân đến phía Nam Nasva để tìm cách hội quân với Tập đoàn quân cận vệ số 10. Quân đội Liên Xô tại khu vực này đã chuẩn bị được ưu thế tuyệt đối về binh lực và trang bị so vối quân đội Đức Quốc xã. Ví dụ, tập đoàn quân cận vệ số 10 đã chuẩn bị được 14 sư đoàn bộ binh cùng nhiều đơn vị pháo binh, xe tăng, trong đó các sư đoàn bộ binh số 23 và 83 của phía Đức chỉ bao hàm vài tiểu đoàn. Tuy nhiên, các phòng tuyến của quân Đức được xây dựng rất vững chắc, dựa trên những hệ thống trung tâm phòng ngự được tổ chức tốt, tọa lạc trên các điểm cao và tại các khu dân cư.
Sáng ngày 31 tháng 1, sau loạt bắn chuẩn bị, 3 quân đoàn của Tập đoàn quân cận vệ số 10 đồng loạt nổ súng tiến công trên một địa đoạn dài 7,5 cây số của mặt trận. Trong ngày đầu tiên, cả ba quân đoàn đã đục thủng tuyến phòng ngự của quân địch và riêng quân đoàn bộ binh cận vệ số 15 đã đột phá được 6 cây số, tiếp cận tuyến đường bộ Novosokolniki - Mayev. Tuy nhiên, sau đó đợt tấn công của Tập đoàn quân cận vệ số 10 bị chậm lại do Tập đoàn quân cận vệ số 6 ở bên sườn phải không tạo được đột phá đáng kể trong trận tuyến. Mãi đến ngày 7 tháng 2, khi quân đoàn bộ binh cận vệ số 15 tung thê đội thứ hai vào cuộc chiến thì việc tác chiến mới trở nên thuận lợi hơn và họ đã hội quân với Tập đoàn quân số 22 tại khu vực nông trang Minkin. Trước nguy cơ bị bao vây, quân Đức phải vội vã triệt thoái khỏi "chỗ lồi" Novosokolniki.
Lúc này, Tư lệnh Tập đoàn quân cận vệ số 10, tướng M. I. Kazakov, đã nhận xét rằng, quân Đức đã kịp thời rút về phía sau, nhận được thêm binh lực tăng viện và chiếm giữ các vị trí phòng ngự mới. Vì vậy việc tiếp tục tiến quân theo kế hoạch ban đầu là không thể thực hiện được. Tuy nhiên, tướng M. M. Popov, tư lệnh Phương diện quân Baltic 2 yêu cầu phải tiếp tục tấn công. Ngày 11 tháng 2, Tập đoàn quân cận vệ số 10 chuyển chủ lực sang hướng Shetkovo (???) và tiếp tục đánh mạnh lên hướng Tây Bắc. Struga (strugi), Veshnyaya (???), Ivanovo và một số điểm dân cư khác lần lượt được giải phóng; tuy nhiên quân đội Liên Xô không thể tiếp tục phát triển tiến công . Như vậy, trong nửa đầu tháng 2, Phương diện quân Baltic 2 đã đột phá được 15-20 cây số và tiếp cận tuyến Nasva - Mayev.

## Diễn biến chiến dịch, 16 tháng 2 - 1 tháng 3 năm 1944

### Phương diện quân Leningrad tấn công Pskov và Ostrov
Sau khi để mất Luga, Tập đoàn quân số 18 (Đức) triệt thoái về Pskov. Điều này đã tạo một khoảng hở ở cạnh sườn và sau lưng của Tập đoàn quân số 16 (Đức). Điều này buộc Walter Model phải hạ lệnh tổ chức một cuộc tổng rút quân đồng loạt về tuyến Panther-Wotan. Nhằm kìm chân quân đội Liên Xô, bảo vệ cho chủ lực quân Đức rút lui an toàn, quân đội Đức phải cố chống giữ tuyến hồ Pskov - Strugi Krasnye - Shimsk cho đến khi Tập đoàn quân số 16 rút lui an toàn về Ostrov và Pskov. Nhiệm vụ trấn giữ khoảng hở giữa 2 tập đoàn quân Đức được giao cho cụm tác chiến Friessner. Lúc này, mối đe dọa lớn nhất đối với số quân Đức đang rút lui đó chính là quân đoàn bộ binh số 123 - lúc này đang tiến mạnh về Pskov - và quân đoàn bộ binh số 116 - lúc này đang tiến về Plyussa và Strugi Krasnye - của Tập đoàn quân số 42. Cùng lúc đó, quân đoàn số 108 đang đóng chốt ở bờ Đông của hồ Pskov để bảo vệ sườn phải của Tập đoàn quân số 42. Tuy nhiên, việc tiến quân theo nhiều hướng trên một mặt trận rộng đã khiến binh lực của Tập đoàn quân số 42 bị phân tán, điều này khiến các sư đoàn bộ binh số 126, sư đoàn thiết giáp số 12 và sư đoàn không quân số 9 của Đức có thể cầm chân được quân đội Liên Xô tại tuyến sông Lochkina - Lyubotezh - Gridino. Thêm vào đó, ngày 16 tháng 2 sư đoàn bộ binh số 11 và cụm tác chiến "Kroher" đã thành công trong việc đánh bật các sư đoàn bộ binh số 129, 90 và 5-ю лыжную бригаду khỏi các bàn đạp ở phía bờ Tây hồ Chudskoe.
Trước tình thế đó, quân đoàn bộ binh số 116, hiện đang cách xa chủ lực của Tập đoàn quân số 42 tới 40 cây số, được chuyển giao cho Tập đoàn quân số 67 vốn đang tấn công tuyến đường sắt Luga - Pskov. Đà tiến quân của tập đoàn quân số 67 tuy chậm nhưng dần dần đã dập tắt sức kháng cự của các sư đoàn bộ binh số 24, 12 và sư đoàn không quân số 13 của quân đoàn số 28 (Đức). Vào ngày 18 tháng 2, sư đoàn bộ binh số 46 cùng với các lữ đoàn du kích số 9 và số 6 - sau nhiều ngày chiến đấu quyết liệt - đã giải phóng Plyussa, và đến ngày 23 tháng 2, tập đoàn quân số 67 cùng với các lữ đoàn du kích số 6 và 11 đã giải phóng huyện trung tâm Strugi Krasnye.
Ngày 22 tháng 2, Đại bản doanh ra chỉ thị số 220035, yêu cầu 3 tập đoàn quân của Phương diện quân Leningrad tại cánh trái tổ chức vượt sông, đánh chiếm Velikaya (???), Ostrov, sau đó phát triển lên Riga.

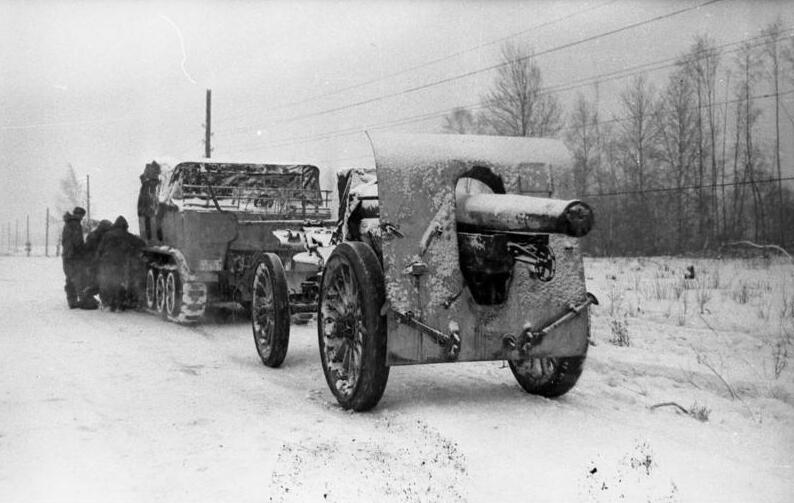
Cụm Tập đoàn quân Bắc đang rút lui, mùa đông 1943-44.

Việc để mất Strugi Krasnye khiến phòng tuyến trung gian cuối cùng phía trước tuyến Panther-Wotan của Tập đoàn quân số 18 (Đức) bị phá vỡ. Quân Đức lúc này buộc phải đẩy nhanh quá trình rút chạy về Pskov và Ostrov. Trong khi đó, Tập đoàn quân số 67 tiếp tục đẩy mạnh tốc độ tiến công, đến cuối tháng 2 đã đột phá sâu 90 cây số, vượt sông Chyornaya, cắt đứt tuyến đường sắt Pskov - Opochka và tiến về gờ Đông Bắc và gờ Đông của phòng tuyến Đức tại Pskov-Ostrov. Cùng lúc đó, Tập đoàn quân số 42 trên đường truy kích quân thù đã giải phóng Seredka vào ngày 24 tháng 2 và đến ngày 29 đã tiến tới khu vực phòng thủ của tuyến Pskov-Ostrov.
Chiến sự tại khu vực tiếp giáp của Tập đoàn quân số 16 và số 18 (Đức) ở phía Tây hồ Ilmen đóng một vai trò đặc biệt quan trọng. Tại đây là khu vực tham chiến của các tập đoàn quân số 8 và 54 (Liên Xô). Tập đoàn quân số 54 nhận nhiệm vụ tiến đến tuyến Utorgosh - Soltsy - Shimsk không muộn hơn ngày 19 tháng 2, còn Tập đoàn quân số 8 phải cắt đứt tuyến đường bộ Medved - Nikolayev (???). Mục tiêu chung của 2 tập đoàn quân là phải nhanh chóng hội quân với Phương diện quân Baltic 2 và ngăn chặn sự rút lui có tổ chức của Tập đoàn quân số 16. Cụm tác chiến "Friessner" - đơn vị được giao nhiệm vụ trám lỗ hổng giữa 2 tập đoàn quân Đức và bảo vệ đường rút lui cho Tập đoàn quân số 16 (Đức) - đã tổ chức kháng cự quyết liệt. Sư đoàn bộ binh nhẹ số 28 (Đức) đã kháng cự suốt 5 ngày nhằm cản chân Tập đoàn quân số 8 tại hướng Bolshoy Utorgosh (???) - Nikolayev; còn quân đoàn số 10 (Đức) đã kháng cự 3 ngày để cản đường Tập đoàn quân số 54 đang tiến về sông Shelon và sông Mshaga. Phải mất nhiều ngày quân đội Liên Xô mới đuổi được quân Đức về phía Tây.
Trong quá trình truy kích quân thù, ngày 24 tháng 2 tập đoàn quân số 54 đã hội quân với Tập đoàn quân xung kích số 1 của phương diện quân Baltic 2, và, sau 2 ngày chiến đấu ác liệt đã giải phóng Dno và Porkhov. 3 ngày tiếp đó, quân độu Liên Xô tiếp tục đột phá 65 cây số và tiếp cận phần phía Đông của tuyến Pskov - Ostrov.
Vào ngày 24 tháng 2, Tập đoàn quân số 8 được chuyển sang lực lượng dự bị, chờ ngày điều sang hướng tấn công ở Narva.

### Phương diện quân Baltic 2, 16 tháng 2 - 1 tháng 3
Đến giữa tháng 2, tình hình chiến cục chuyển sang chiều hướng có lợi cho phương diện quân Baltic 2. Việc giải phóng Luga cùng với các đợt tấn công của phương diện quân Leningrad đã khiến Tập đoàn quân số 16 (Đức) bị hở cạnh sườn và sau lưng. Trước tình hình đó, Đại bản doanh đã yêu cầu các phương diện quân Baltic 1 và 2 mở các cuộc tấn công quy mô lớn vào khu tiếp giáp giữa các Cụm Tập đoàn quân Bắc và Trung tâm. Riêng phương diện quân Baltic 2 sẽ tấn công vào hướng Opochka - Zilupye, sau đó phát triển lên Karsava và hội quân với cánh trái của phương diện quân Leningrad.
Theo kế hoạch, đòn tấn công chính do Tập đoàn quân cận vệ số 10 thực thi, còn các tập đoàn quân số 22 và tập đoàn quân xung kích số 1 sẽ găm giữ quân địch trên những hướng thứ yếu. Tuy nhiên, việc quân Đức tổ chức rút lui đã buộc quân đội Liên Xô tấn công sớm. Vào ngày 18 tháng 2, sau khi phát hiện thấy sự trì hoãn trong việc lui binh của quân địch, Tập đoàn quân xung kích số 1 liền mở một đợt tấn công gần Staraya Russa. Đến ngày hôm sau, tập đoàn quân số 22 cũng nổ súng tấn công tại khu ngoại vi của Kholm. Lực lượng còn lại của phương diện quân Baltic 2 thì sẽ phát động tấn công muộn hơn do chưa tập hợp đầy đủ binh lực. Trên đường truy kích quân địch, tập đoàn quân xung kích số 1 đã giải phóng Staraya Russa, hội quân với phương diện quân Leningrad. Đến ngày 24 tháng 2 họ lại tiếp tục giải phóng Dno và ngày 29 tháng 2 là Novorzhyev. Cùng lúc đó, Tập đoàn quân số 22 giải phóng Kholm vào ngày 21 và Dedovichi vào ngày 25. Sang ngày 26, Tập đoàn quân cận vệ số 10 và Tập đoàn quân xung kích số 3 tham chiến, đột phá sâu 18 cây số, giải phóng Pustoshka. Tuy nhiên sau đó quân đội Liên Xô phải dừng lại.
Như vậy, đến đầu tháng 3, phương diện quân Baltic 2 đã tiến sát đến tuyến Panther-Wotan. Trong nửa sau tháng 2, Tập đoàn quân xung kích sốt 1 đã đột phá được 180 cây số từ sông Velikaya đến Staraya Russa, tập đoàn quân số 22 tiến 125 cây số từ Kholm đến Novorzhyev, còn tập đoàn quân cận vệ số 10 và tập đoàn quân xung kích số 3 tiến 30 cây số từ Mayev đến Pustoshka. Tuy nhiên, Tập đoàn quân số 16 của Đức vẫn có thể rút lui và bảo toàn được binh lực, thiết lập được một phòng tuyến mới vững chắc tại tuyến Ostrov - Pushkinskiye Gory - Idritsa và chặn đứng đà tiến quân của quân đội Liên Xô.

### Kết quả
Đến đầu tháng 3 năm 1944, các phương diện quân Leningrad và Baltic 2 đã tiến sát đến tuyến Narva - hồ Chudsko - Pskov - Ostrov - Idritsa. Tuy nhiên, tập hợp tất cả phần binh lực còn lại, Cụm Tập đoàn quân Bắc đã có thể thiết lập một tuyến phòng ngự vững chắc tại vị trí phía Bắc của tuyến Panther-Wotan và ngăn không cho quân đội Liên Xô tiếp tục tiến vào các nước vùng Baltic.
Ngày 1 tháng 3 năm 1944 được xem là mốc kết thúc của chiến dịch tấn công chiến lược Leningrad-Novgorod và quân đội Liên Xô đã khẳng định rằng ngày đó Đại bản doanh đã hạ lệnh các phương diện quân chuyển sang phòng ngự để chuẩn bị cho cac đợt tấn công tiếp theo. Tuy nhiên, trên thực tế mọi chuyện không đơn giản như vậy. Quân đội Liên Xô - gần như không có thời gian tạm dừng giữa chiến dịch - đã tiếp tục mở đợt tấn công mới nhằm phá vỡ luôn tuyến Panther-Wotan. Đến lúc này, sau gần 2 tháng tấn công liên tục, quân đội Liên Xô đã tiêu hao nhiều và cần được bổ sung gấp rút binh lực. Nhiều sư đoàn bộ binh của phương diện quân Leningrad chỉ còn 2500-3000 người. Tuy nhiên, các chỉ huy Xô Viết - không có trong tay các thông tin đầy đủ về hệ thống bố phòng của quân Đức ở tuyến Panther-Wotan - đã quyết định tiếp tục đánh mạnh vào phòng tuyến này nhằm mở đường tiến vào các nước vùng Baltic. Tham mưu trưởng của phương diện quân Baltic 2 L. M. Sandalov đã kể lại như sau:
| “                 | Последними операциями Ленинградского и 2-го Прибалтийского фронтов были установлены важные для Ставки данные о том, что фашистское командование не имеет намерения отводить свои войска на юго-запад и запад. Оно оставило свою группу армий «Север» на заранее подготовленном оборонительном рубеже «Пантера. | ” |
| — L. M. Sandalov, | |   |

## Kết quả
Chiến dịch tấn công Leningrad-Novgord đã giáng một đòn nặng vào Cụm Tập đoàn quân Bắc, đẩy lui quân địch ra xa khỏi Leningrad từ 220-280 cây số, và ở phía Nam của hồ Ilmen là 180 cây số. Trong tháng 1, các phương diện quân Volkhov và Leningrad đã đánh bật quân Đức khỏi các vị trí mà họ đã chiếm giữ suốt 2 năm, phá giải hoàn toàn sự uy hiếp đối với thành phố Leningrad, giải phóng hoàn toản tỉnh Leningrad và một phần Kalinin (tỉnh), đẩy quân thù lui về tuyến Panther-Wotan. Trong số các thành phố và thị xã được giải phóng, nổi bật nhất là Novgorod, Gatchina, Chudovo, Lyuban, Tosno, Luga, Kingisepp, Gdov, Porkhov, Staraya Russa, Novorzhyev. Nguyên nhân thành công của quân đội Liên Xô trong chiến dịch là quá trình chuẩn bị đầy đủ, tạo được mật độ tập trung binh lực lớn (nhất là tại các hướng đột phá) và sự phối hợp tốt giữa bộ binh, xe tăng, pháo binh và không quân.
Tuy nhiên, Cụm Tập đoàn quân Bắc sau thất bại nặng này vẫn chưa bị tiêu diệt hoàn toàn. Họ vẫn rút lui có trật tự về tuyến Panther-Wotan, tránh được sự bao vây của quân đội Liên Xô và bảo tồn được một phần lớn sinh lực. Điều này khiến quân đội Liên Xô bị chặn lại trên tuyến Panther-Wotan và dù liên tục tấn công trong suốt các tháng 3-4 năm 1944 vẫn không phá vỡ được phòng tuyến của quân Đức. Vì vậy, mục tiêu giải phóng Narva, Pskov, Ostrov và sau đó là Lativa, Estonia đã không thực hiện được. STAVKA rất không hài lòng về hoạt động của Phương diện quân Baltic 2 trong việc này và vì vậy, cộng thêm những lời xàm tấu của L. Z. Mekhlis, tướng M. M. Popov - chỉ huy của phương diện quân - đã bị giáng chức. Nguyên nhân của những thất bại này là do quân đội Liên Xô đã tiêu hao nhiều sau hai tháng tấn công liên tục trong điều kiện khắc nghiệt của mùa đông miền Bắc nước Nga, đồng thời địa hình trong khu vực rất phức tạp với nhiều đầm lầy và rừng núi. Đồng thời, những hoán đổi về binh lực đã gây ra nhiều khó khăn trong việc liên lạc, điều khiển cũng như trong việc tương tác giữa cấp Phương diện quân và Tập đoàn quân.
Cho dù chiến dịch tấn công không hoàn toàn đem lại kết quả như mong muốn, thành quả to lớn của nó là hoàn toàn không thể chối cãi. Tướng Đức Kurt von Tippelskirch đã miêu tả về chiến thắng của quân đội Liên Xô tại Leningrad-Novgorod như sau:
| “                        | Thành công của quân Nga là đủ lớn, ngay cả khi họ không tiêu diệt được Cụm Tập đoàn quân Bắc. Họ không những phá giải được vòng phong tỏa Leningrad kéo dài hai năm, mà còn đẩy quân Đức về biên giới các nước Baltic. Thêm vào đó, những thành quả họ đạt được trên chiến trường cũng mang lại một kết quả quyết định về chính trị: Ý và Phần Lan bấy giờ đã nghi ngờ về sự chiến thắng của quân Đức và bắt đầu việc đàm phán với kẻ thù. | ” |
| — Kurt von Tippelskirch, | |   |

## Thương vong đôi bên

### Quân đội Liên Xô
Theo nghiên cứu thống kê về thương vong của quân đội Liên Xô và Nga trong các cuộc chiến ở thế kỷ 20, thiệt hại của quân đội Liên Xô trong chiến dịch tấn công Leningrad-Novgorod là 76.686 chết, mất tích và 237.267 bị thương, bị ốm. Thương vong của phương diện quân Leningrad là 56.564 chết và 170.886 bị thương, của hạm đội Baltic là 169 chết và 1.292 bị thương. Phương diện quân Volkhov từ 14 tháng 1 đến 15 tháng 2 thiệt hại 12.011 chết và 38.289 bị thương, phương diện quân Baltic 2 từ 10 tháng 2 đến 1 tháng 3 tổn thất 6.659 chết và 23.051 bị thương. Tập đoàn quân xung kích số 1 từ 14 tháng 1 đến 15 tháng 2 chịu 1.283 chết và 3.759 bị thương. Quân đội Liên Xô cũng mất 462 xe tăng và pháo tự hành, 1.832 đại bác và súng cối, 260 máy bay. Các thống kê này được cho là chưa đầy đủ và thương vong của quân đội Liên Xô được cho là lớn hơn thế. Tỉ như trong báo cáo về chiến dịch Novgorod-Luga của phương diện quân Volkhov, từ từ 14 tháng 1 đến 11 tháng 2 họ chịu thiệt hại 16.542 chết và 46.191 bị thương (tính luôn cả thương vong của Tập đoàn quân xung kích số 1 từ ngày 1 tới 10 tháng 2), lớn hơn con số nêu trên tương đối nhiều.
Thương vong của các phương diện quân Leningrad và Baltic 2 không được thống kê rõ ràng trong tháng 3-4 năm 1944, và các sử gia cũng đưa ra những con số rất khác nhau. Tỉ như V. V. Beshanov đưa ra con số 42.000 thương vong của cả ba phương diện quân trong nửa tháng công kích Pskov. Còn theo G.A Shigin, trong thời gian đó ở khu vực Pskov, Ostrov và Idritsa thì quân đội Liên Xô chết 30.000 người và bị thương 80.000 - 90.000 người. Còn theo David M. Glantz, thương vong là 200.000 (tính luôn cả trận đánh ở Narva).

### Quân đội Đức Quốc xã
Không có con số chính xác về thương vong của quân đội Đức Quốc xã do trong quá trình rút chạy vội vã trước sức ép mãnh liệt của Hồng quân Liên Xô, việc thống kê thương vong của các Tập đoàn quân số 16 chỉ có thể được tính sơ sài. Tuy nhiên, một điều chắc chắn là Cụm Tập đoàn quân Bắc đã chịu thiệt hại rất nặng nề trong trận đánh này. Ví dụ, chỉ riêng trong ngày 29 tháng 1 thì theo dự đoán của Liên Xô Tập đoàn quân số 18 đã tổn thất 14.000 chết và 35.000 bị thương. Theo A. V. Isayev, thương vong tính riêng của Tập đoàn quân số 18 trong giai đoạn quân đội Liên Xô giải trừ vòng uy hiếp đối với Leningrad đã lên tới 66.000 người. Theo các số liệu của Liên Xô, trong chiến dịch này Hồng quân đã tiêu diệt 3 sư đoàn, đánh thiệt hại nặng 26 sư đoàn, giết 90.000 tên địch và bắt 7.200 tù binh.
Tuy nhiên các báo cáo của Đức cho biết tổn thất của quân Đức ít hơn mức Liên Xô ước tính khá xa. Quân Đức chỉ có tổng cộng 24.739 người chết và mất tích kèm theo 46.912 người bị thương. Tổn thất của Đức chưa bằng 1/4 của Liên Xô.